# Stade Amédée-Domenech
Das Stade Amédée-Domenech ist ein Rugby- und Fußballstadion in der französischen Stadt Brive-la-Gaillarde, Département Corrèze, in der Region Nouvelle-Aquitaine. Es beheimatet den Rugby-Union-Verein CA Brive, der in der zweithöchsten französischen Liga Pro D2 vertreten ist. Gelegentlich war es auch Austragungsort für Begegnungen des örtlichen Fußballclubs ESA Brive. 

## Geschichte
Das am 25. September 1922 mit der Partie CA Brive gegen Stade Français eröffnete Stadion bietet heute 14.759 Sitzplätze, die sich auf zwei Seitentribünen und eine Hintertortribüne verteilen. 1952 überließ der CA Brive der Stadt das Stadion. Das mehr als 30 Jahre alte Stadion wurde 1957 abgerissen und neu aufgebaut. Dies nahm drei Jahre in Anspruch. 1970 schloss der Club mit der Stadt einen emphyteutischer Pachtvertrag, ähnlich einer Erbpacht, über 99 Jahre ab. Im selben Jahr wurde das Platzangebot auf der Grande Tribune von 2000 auf 4000 verdoppelt. 1997 ersetzte die neu errichtete Tribune de l'Europe die alte Tribune d’Honneur. In den Jahren 1957 bis 1960, 1970, 1982, 1989 und 1997 wurde es renoviert. 2011 kam eine  Hintertortribüne (Tribune cab4) am Südende hinzu. Es ist die erste Tribüne im Stadion hinter dem Tor. Sie bietet 885 überdachte Sitzplätze, die sich auf 671 Plätze auf der Tribüne und 214 Plätze in Logen aufteilen. Es stehen auch sieben behindertengerechte Plätze zur Verfügung mit Aufzuganlage an der Seite des Rangs. Das Platzangebot stieg auf fast 14.000, wovon 10.000 Sitzplätze waren. Der Neubau kostete 1,6 Millionen Euro inklusive Steuern. Finanzielle Unterstützung gab es von der Stadt Brive, dem französischen Staat und der damaligen Region Limousin.
Benannt ist die Anlage nach dem Rugbyspieler Amédée Domenech (1933–2003), der zwischen 1955 und 1965 für den CA Brive sowie von 1954 bis 1963 für die französische Rugby-Union-Nationalmannschaft spielte. Ein Jahr nach seinem Tod wurde der Parc Municipal des Sports nach ihm benannt. Hinter den Längstribünen liegen zwei weitere Rugbyfelder, eines ist mit einer Leichtathletikanlage umschlossen. An der Nordseite befindet sich eine Tennisanlage mit sechs Plätzen.
Im Stade Amédée-Domenech fanden wichtige Spiele der französischen Liga Top 14 wie auch des Heineken Cup (heute: European Rugby Champions Cup) statt. Am 12. Oktober 1991 war der ehemalige Parc Municipal des Sports Austragungsort einer Partie der Rugby-Union-Weltmeisterschaft zwischen Fidschi und Rumänien (17:15).
Am 16. März 2004 war das Stadion Schauplatz des Viertelfinalspiels im Coupe de France 2003/04 zwischen dem Amateurverein der vierten Liga, des ESA Brive, und dem späteren Sieger Paris Saint-Germain (1:2). Die Begegnung verfolgten 13.526 Zuschauer. In der Runde zuvor empfing der Amateurverein am 10. Februar im Achtelfinale den Erstligisten und Pokalverteidiger AJ Auxerre und gewann vor 13.222 Besuchern mit 1:0.

## Galerie

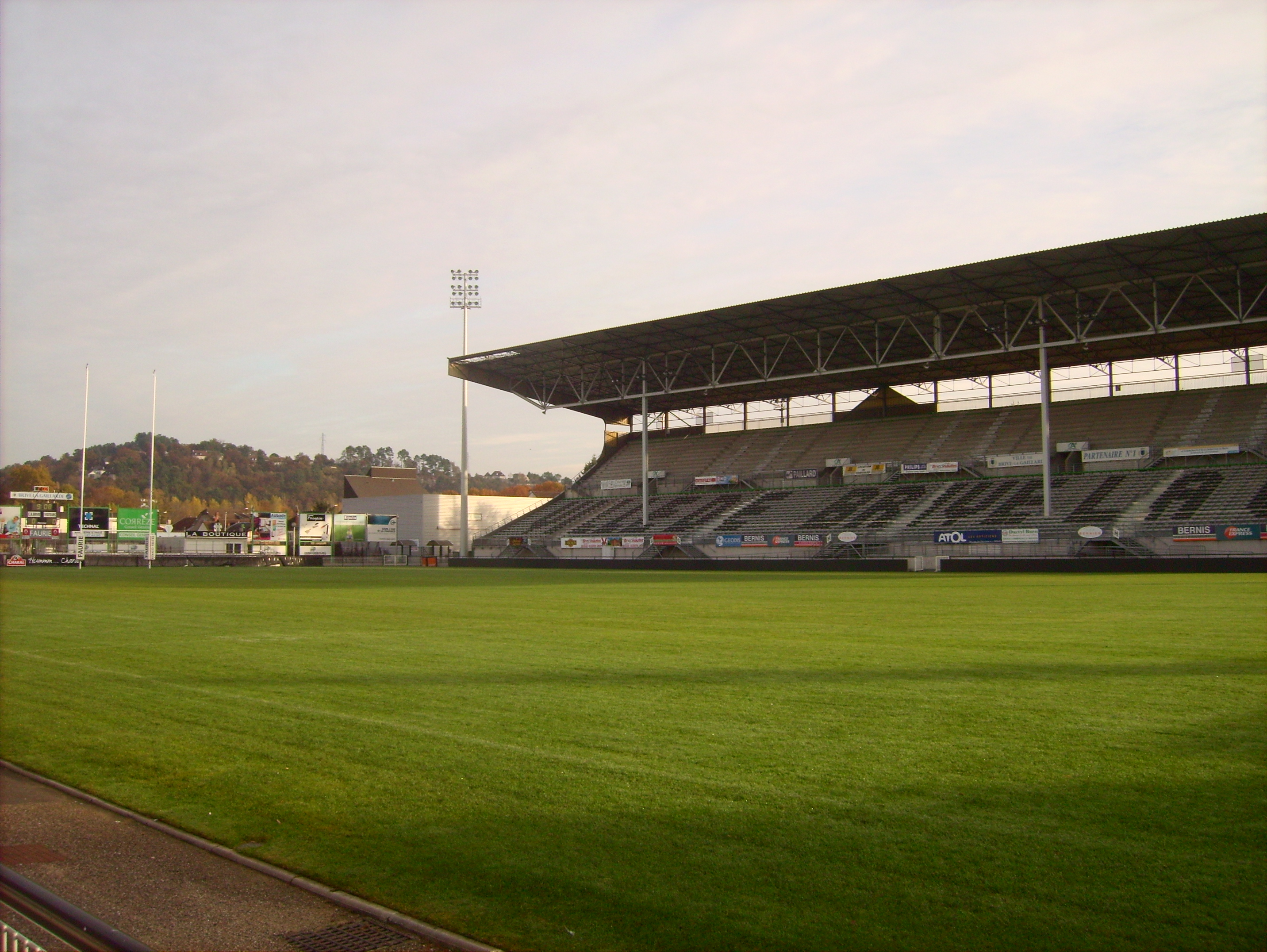
Das Stade Amédée-Domenech im September 2009
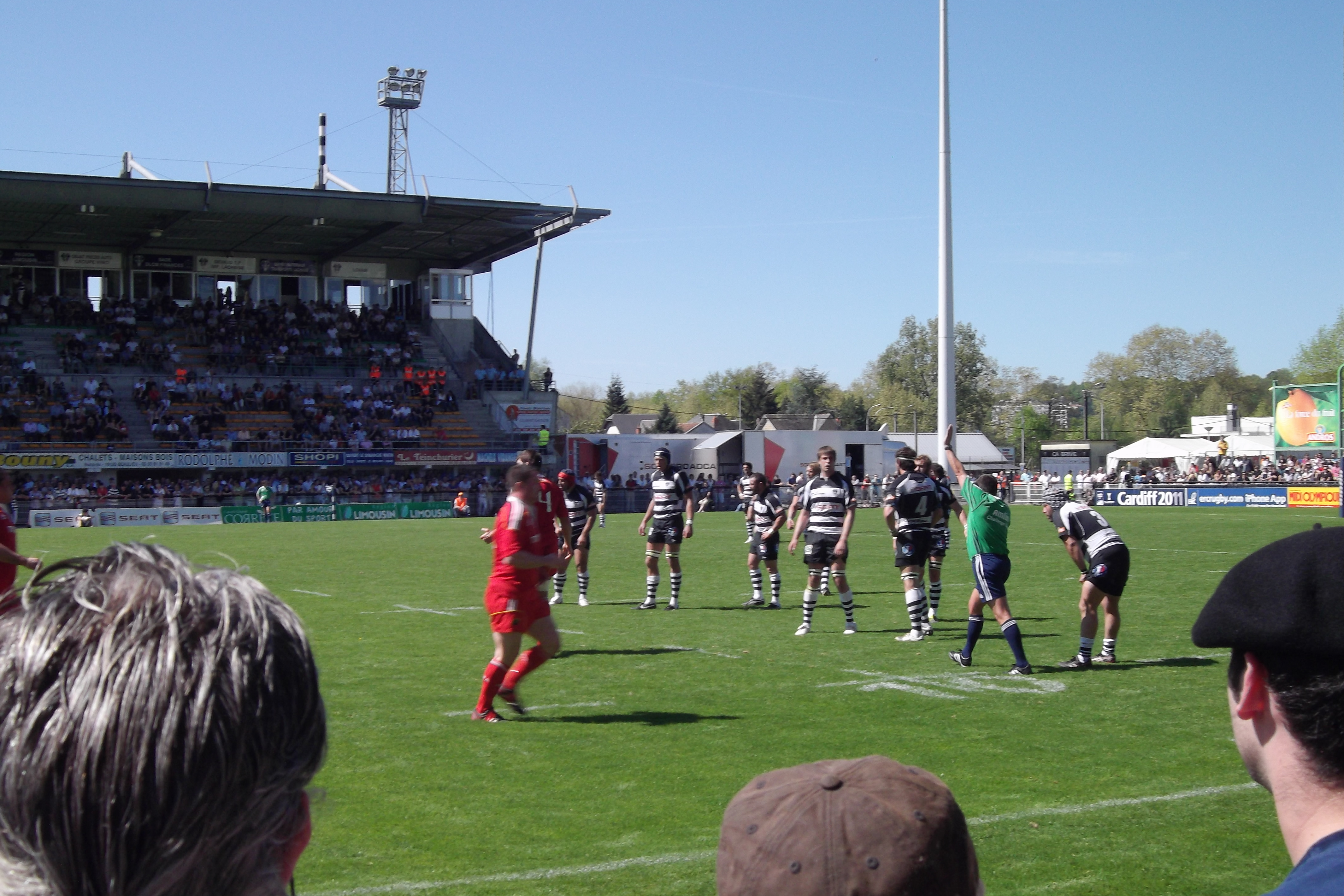
Viertelfinale am 9. April 2011 im European Challenge Cup 2010/11 zwischen dem CA Brive und Munster Rugby (37:42)